# Pohvaszoguro
A Pohvaszoguro (hangul: 포화속으로, handzsa: 砲火속으로, RR: Pohwasogeuro, ’Ágyútűz belsejébe’; magyar rajongók által használt „ragadványcímén”: Hetvenegyen a tűz közepébe) egy 2010-es, koreai háborús filmdráma I Dzsehan (Lee Jae-han) rendezésében. 
2010 júniusában, a koreai háború kitörésének 60. évfordulója alkalmából mutatták be.